# Stoke d’Abernon
Stoke d’Abernon – wieś w Anglii, w hrabstwie Surrey, w dystrykcie Elmbridge. Leży 28 km na południowy zachód od centrum Londynu.